# Kirchenthumbach

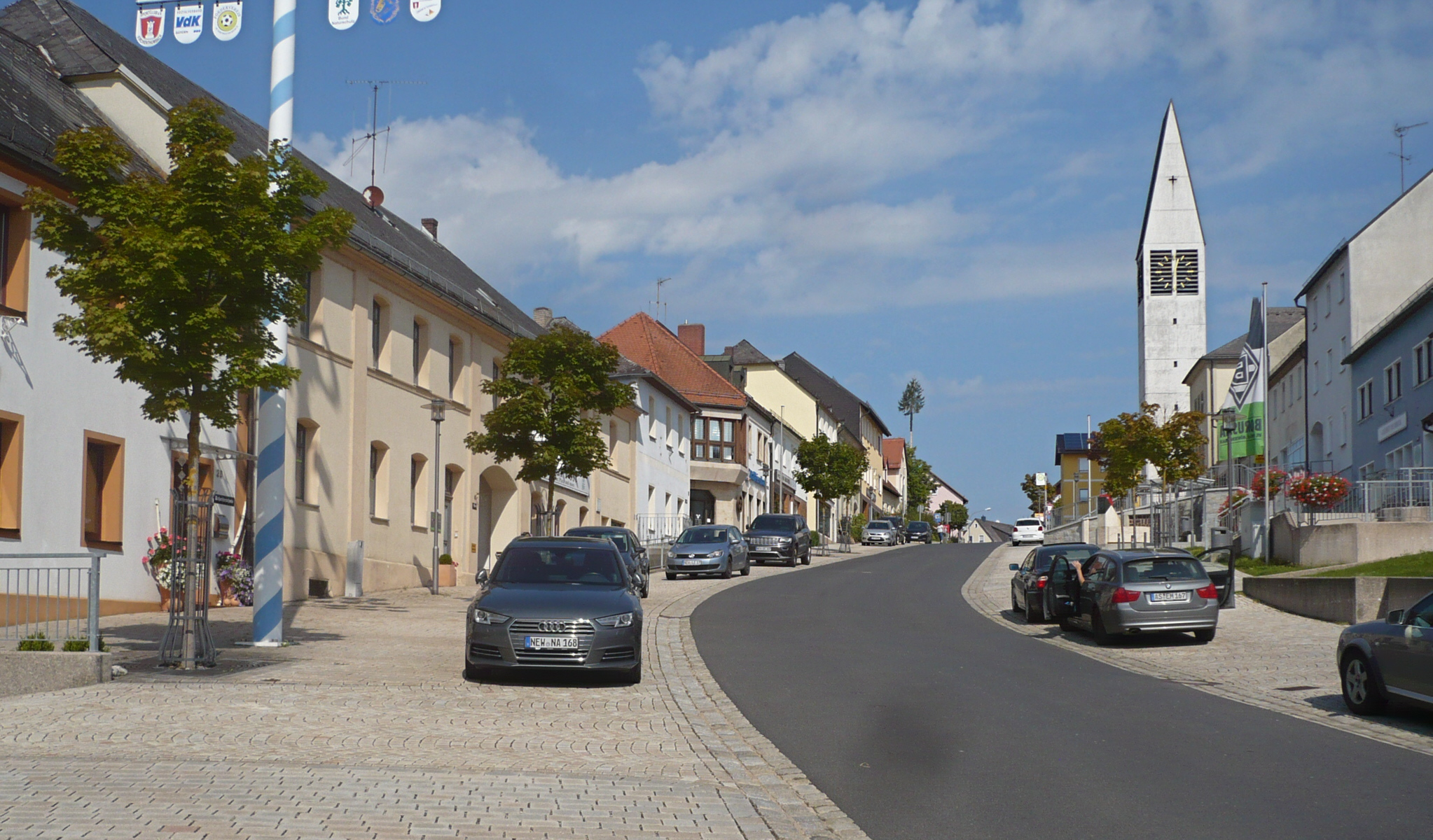
Marktplatz und Turm der Kirche Mariä Himmelfahrt

Kirchenthumbach ist ein Markt im Oberpfälzer Landkreis Neustadt an der Waldnaab.

## Geografie

### Lage
Die Gemeinde liegt in der Region Oberpfalz-Nord im Naturpark Fränkische Schweiz – Frankenjura und grenzt an Mittel- und Oberfranken an. Der überwiegende Teil des Gemeindegebiets wird vorwiegend land- und forstwirtschaftlich genutzt. Südlich der Gemeinde befindet sich der Truppenübungsplatz Grafenwöhr der US Army. Kirchenthumbach wird vom (namensgebenden) Thumbach durchflossen, der eine Gesamtgewässerlange von 21 km bei einem Einzugsgebiet von 50,3 km² hat. Er entspringt an der westlichen Landkreisgrenze unweit der Ortschaft Kirchenthumbach auf einer Höhe von 550 Hm und mündet nach der Durchquerung des Truppenübungsplatzes Grafenwöhr im Innenstadtbereich der Stadt Grafenwohr bei 410 Hm in die Creußen. Bis auf die Ortsdurchquerung in Kirchenthumbach und Grafenwöhr fließt der Thumbach überwiegend unbeeinflusst durch land- und forstwirtschaftliche Flächen.

### Gemeindegliederung
Es gibt 45 Gemeindeteile (in Klammern ist der Siedlungstyp angegeben):
- Aicha (Einöde)
- Altzirkendorf (Kirchdorf)
- Asbach (Weiler)
- Bärmühle (Einöde)
- Blechmühle (Weiler)
- Burggrub (Dorf)
- Dammelsdorf (Weiler)
- Ernstfeld (Weiler)
- Fronlohe (Weiler)
- Görglas (Weiler)
- Göttersdorf (Weiler)
- Grünthanmühle (Einöde)
- Haselmühle (Weiler)
- Haunzamühle (Einöde)
- Heinersberg (Weiler)
- Heinersreuth (Dorf)
- Höflas (Einöde)
- Kirchenthumbach (Hauptort)
- Knittelhof (Einöde)
- Krücklasmühle (Einöde)
- Lenkenreuth (Weiler)
- Luisenhof (Einöde)
- Metzenhof (Dorf)
- Metzenmühle (Einöde)
- Metzlasreuth (Weiler)
- Neuzirkendorf (Kirchdorf)
- Oberaichamühle (Einöde)
- Oberlenkenreuth (Weiler)
- Obertreinreuth (Weiler)
- Penzenreuth (Dorf)
- Pfaffenstetten (Dorf)
- Putzmühle (Einöde)
- Röthenlohe (Einöde)
- Rothmühle (Einöde)
- Sassenreuth (Kirchdorf)
- Sommerau (Weiler)
- Sorg (Einöde)
- Straßenhäusl (Einöde)
- Tagmanns (Dorf)
- Thieroldsreuth (Einöde)
- Thurndorf (Pfarrdorf)
- Treinreuth (Weiler)
- Unteraichamühle (Einöde)
- Wölkersdorf (Dorf)
- Zinnschacht (Einöde)

Es gibt die Gemarkungen Fronlohe, Heinersreuth (nur Gemarkungsteil 1), Kirchenthumbach, Metzenhof, Neuzirkendorf, Sassenreuth, Thurndorf und Treinreuth.

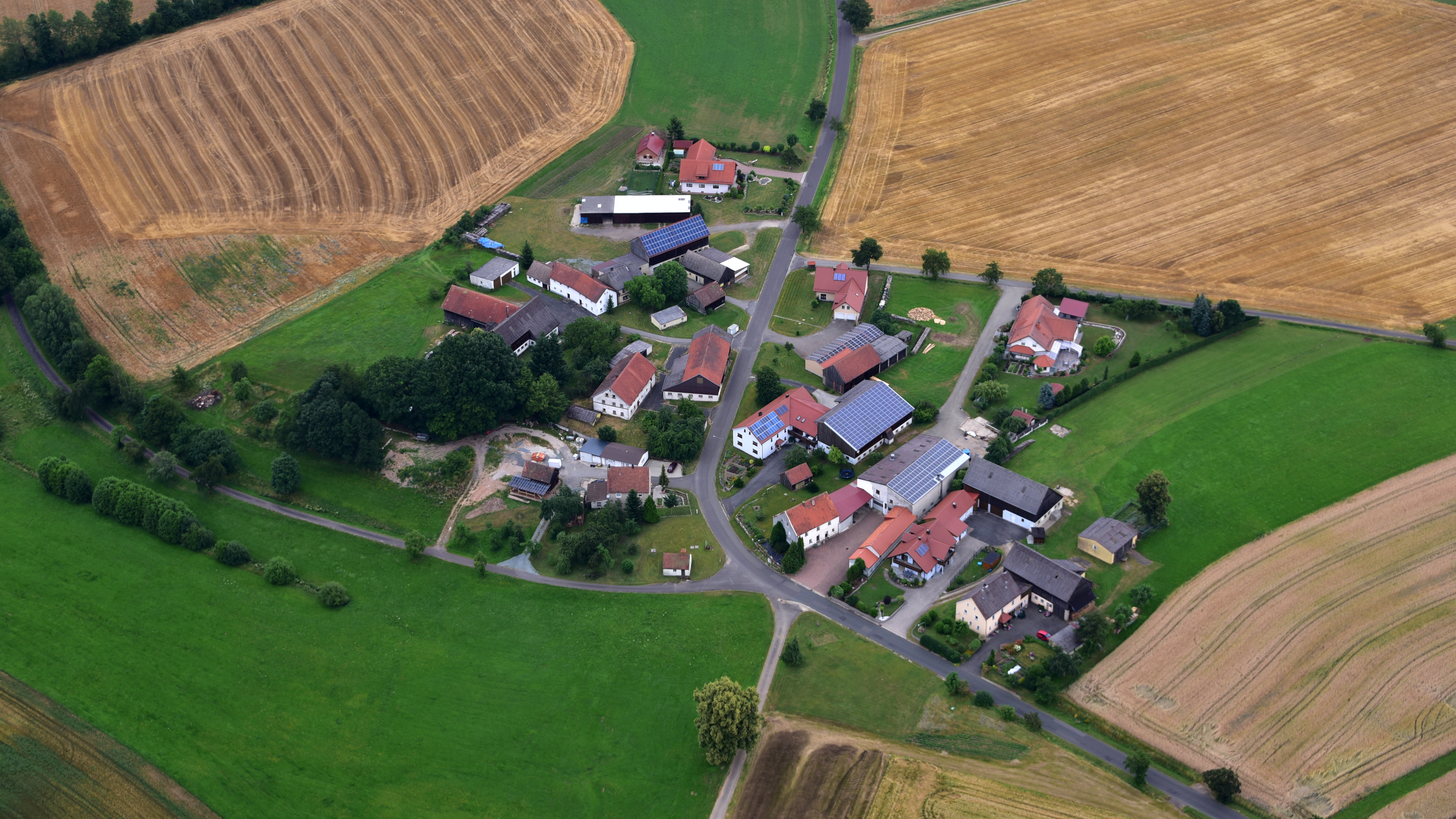
Metzlasreuth, Luftaufnahme (2016)

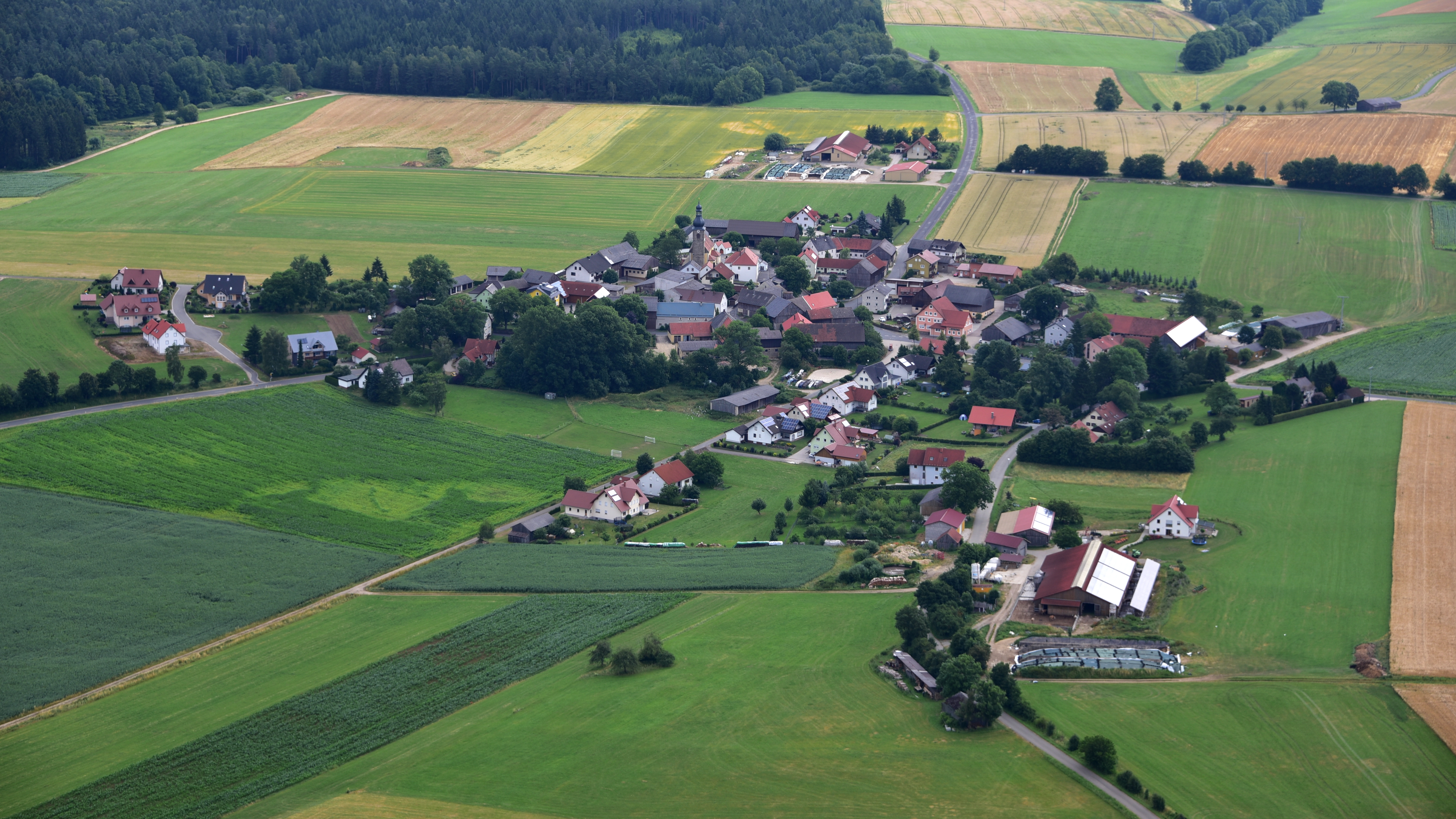
Neuzirkendorf, Luftaufnahme (2016)

## Geschichte

### Bis zur Gemeindegründung
Schon im 9. Jahrhundert wird Kirchenthumbach als Tupach erwähnt. Tumbach wurde 1141 bei einer Schenkung der Edlen Adelheid von Wartberg durch ihren Mann den Grafen Kunrath (Kuno) von Hornberg-Lechsgmünd an das Kloster auf dem Michelsberg der Erzdiözese Bamberg genannt. Sie heiratete in zweiter Ehe Graf Konrad II. von Dachau. Aus beiden Ehen gingen vermutlich keine Kinder hervor, was die vielen Schenkungen der Adelheit comitessa de Wartperch († 1146) an die Kirche erklärt. 1174 verkaufte das Kloster Michelsberg Thumbach an den Grafen Adelfolk von Reifenberg, der in seinem Wappen einen weißen Turm führte, der zum Stadtwappen von Kirchenthumbach wurde. Graf Adelfolk erbaute 1175 eine stark befestigte Burg mit vier Ecktürmen,  Ringmauer, Wassergraben und Zugbrücke an der Stelle, wo heute die Kirche steht.
Ab 1181 wurde der Ortsnamen als Dumbac und 1335 als Superiori Dumbac zur Differenzierung zum unteren Ort Stegentumpach (Brücke über den Thumbach) in den Urkunden geführt. Stegenthumbach war ein Ortsteil der Stadt Eschenbach in der Oberpfalz im heutigen Truppenübungsplatz Grafenwöhr. Um 1285 erscheint erstmals die Bezeichnung Chirchen Tumpach, 1348 Kirchtumpach und 1363 Kirchentumpach und im Jahre 1725 als Thumbach genannt. Von 1353 bis 1401 stand Kirchenthumbach unter böhmischer Herrschaft, in der Regentschaftszeit von König Karl IV. wurde das Dorf 1357 zum Markt erhoben, mit vielen Rechten und Freiheiten ausgestattet und mit einer Festungsmauer geschützt, die vom Pfarrgarten zum Bach und auf der Ostseite bergan bis zur Burgbefestigung verlief. In dieser Zeit wurde auf dem Marktplatz ein zweistöckiges Rathaus als höchstes Gebäude des Marktes gebaut, das baufällig 1815 abgetragen wurde.
Während der Hussitenkriege plünderten Hussitenkrieger 1430 den Ort und zerstörten auch die Kirche. Im Dreißigjährigen Krieg wurde Kirchenthumbach 1634 und 1646 von schwedischen Truppen geplündert und niedergebrannt. Im Spanischen Erbfolgekrieg verbündete sich Bayern mit Frankreich gegen die große Allianz, bestehend aus den Niederlanden, Österreich und Großbritannien. Im Sommer 1704 plünderten österreichische Truppen den Ort, während die französisch-bayerischen Truppen ganz Bayern räumen mussten. Im August 1796 drang die französische Revolutionstruppe Armée de Sambre-et-Meuse bis zur Naab vor, die Schlacht bei Amberg vom 24. August 1796 endete mit einem Sieg der Habsburger unter Erzherzog Karl von Österreich-Teschen über die Franzosen unter der Führung von Jean-Baptiste Jourdan. Bei diesem Feldzug schändeten französische Revolutionstruppen die oberpfälzischen Gotteshäuser, darunter auch in Kirchenthumbach.
1871 vernichtete ein Großfeuer in wenigen Stunden fast den ganzen Ort, einschließlich Kirche und Pfarrhaus. Kirchenthumbach war vor 1800 Pflegamt und gehörte zum Rentamt Amberg des Kurfürstentums Bayern. Kirchenthumbach besaß wohl seit Beginn des 15. Jahrhunderts das Marktrecht mit wichtigen Eigenrechten. Im Zuge der Verwaltungsreformen in Bayern entstand mit dem Gemeindeedikt von 1818 die heutige Gemeinde.
Franz Eckert und Jakob Prüschenk 1907 gründeten ein Kalkwerk mit Dampfziegelei. Da das vorhandene Material für die Herstellung von Ziegeln nicht geeignet war, musste die Dampfziegelei nach kurzer Betriebszeit wieder eingestellt werden. 1911 entstand der Elisabethenverein mit 298 Mitgliedern, der den ersten Kindergarten in Kirchenthumbach begründete, der am 25. Mai 1913, seinen Dienst aufnehmen konnte. In Folge der Erweiterung des Truppenübungsplatzes Grafenwöhr 1938, mussten viele Familien ihren Grundbesitz in dem Erweiterungsgebiet räumen, viele siedelten sich in und um Kirchenthumbach an. Nach dem Zweiten Weltkrieg ließ sich eine große Zahl von Heimatvertriebenen nieder, worauf sich die Einwohnerzahl Kirchenthumbachs verdoppelte. 1978 wurde in Kirchenthumbach auch die Verwaltungsgemeinschaft Kirchenthumbach mit den Mitgliedsgemeinden Kirchenthumbach, Schlammersdorf und Vorbach gegründet. Bis zum heutigen Zeitpunkt wurden der Verwaltungsgemeinschaft  auch noch Zweckverbände aus Schlammersdorf und Vorbach angegliedert.

### Eingemeindungen
Im Jahr 1946 wurden die Gemeinden Metzenhof und Treinreuth sowie Gebietsteile von Moos eingegliedert. Im Zuge der Gebietsreform in Bayern kam am 1. Juli 1972 Sassenreuth hinzu. Neuzirkendorf und Thurndorf folgten am 1. Januar 1978, Heinersreuth am 1. Mai 1978. Mit der Gebietsreform von 1978 wurden die ehemals selbständigen Gemeinden Heinersreuth, Neuzirkendorf, Sassenreuth und Thurndorf in den Markt Kirchenthumbach eingegliedert. Der Markt Kirchenthumbach besteht nunmehr aus 3.237 Einwohnern, verteilt auf ehemals 5 selbständige Gemeinden mit 45 Ortsteilen, Einöden und Weilern.

### Einwohnerentwicklung
| Jahr      | 1961 | 1970 | 1987 | 1991 | 1995 | 2000 | 2005 | 2010 | 2015 | 2023 |
| Einwohner | 3452 | 3518 | 3403 | 3489 | 3479 | 3418 | 3367 | 3263 | 3261 | 3237 |

Zwischen 1988 und 2018 sank die Einwohnerzahl von 3384 auf 3241 um 143 bzw. um 4,2 %.

## Politik

### Gemeinderat und Bürgermeister
Im Gemeinderat sind 16 ehrenamtliche Bürger vertreten. Die Gemeinderatswahlen seit 2014 führten zu folgenden Ergebnissen:
| Partei/Liste                                           | 2020   | 2020   | 2014   | 2014   |
| ------------------------------------------------------ | ------ | ------ | ------ | ------ |
| Partei/Liste                                           | %      | Sitze  | %      | Sitze  |
| SPD                                                    | 25,2   | 4      | 23,6   | 4      |
| CSU                                                    | 15,8   | 2      | 16,5   | 2      |
| Christliche Wählergemeinschaft (CWG)                   | 30,7   | 5      | 24,8   | 4      |
| Bürgergemeinschaft Thurndorf                           | 11,9   | 2      | 12,4   | 2      |
| Wählergemeinschaft der ehemaligen Gemeinde Sassenreuth | 10,5   | 2      | 11,5   | 2      |
| Wählergemeinschaft der früheren Gemeinde Heinersreuth  | 5,9    | 1      | 6,4    | 1      |
| Freie Wähler – Unpolitischer Wählerblock               | –      | –      | 4,9    | 1      |
| Wahlbeteiligung                                        | 82,6 % | 82,6 % | 81,0 % | 81,0 % |

Erster Bürgermeister ist seit 2025 Ewald Plößner (Christliche Wählergemeinschaft). Er folgte auf Jürgen Kürzinger (SPD), der das Amt seit 2014 innehatte und 2020 bestätigt wurde. Plößner gehört qua Amt ebenfalls dem Gemeinderat an.

### Verwaltung
Der Hauptort ist Sitz der Verwaltungsgemeinschaft Kirchenthumbach, bei dem die Gemeinde Mitglied ist.

### Wappen
| Wappen Markt Kirchenthumbach | Blasonierung: „In Rot auf silbernem Stufensockel ein blau bedachter silberner Zinnenturm, dem ein Schildchen mit den bayerischen Rauten aufgelegt ist.“ |
| Wappen Markt Kirchenthumbach | Wappenbegründung: In der heraldischen Literatur fehlt eine Deutung des Turmes im Wappen. Der Zinnenturm mit Spitzdach spielt wohl auf den Ortsnamen an (noch 1725 Thumbach) und steht in heraldisch stilisierter Form für das Wahrzeichen des Ortes, den Turm der 1875 erbauten neuromanischen Kirche. Die Zinnen am Turm lassen auch daran denken, dass die abgerissene alte Kirche aus dem 14. Jahrhundert früher mit einer Wehrmauer mit Ecktürmen und Schießscharten umgeben war. Der wehrhafte Kirchturm kann allgemein auch als Sinnbild für die Kirche als Schutzraum für jedermann interpretiert werden. Das Schildchen mit den bayerischen Rauten erinnert an die wittelsbachische Ortsherrschaft. Kirchenthumbach hat wohl zu Beginn des 15. Jahrhunderts den Marktstatus erlangt. Der Turm ohne Rautenschildchen findet sich schon auf dem aus dem frühen 15. Jahrhundert stammenden und in Abdrucken seit 1459 bekannten Siegel, ebenso auf dem um 1550 angefertigten größeren Marktsiegel. Seit 1819 wurde das Wappen willkürlich mit dem Schildchen seitlich am Turm lehnend abgewandelt. In der heraldischen Literatur wurde dann auch noch unter dem Turm ein Berg hinzugefügt. Dieses Wappen wird seit dem 15. Jahrhundert geführt. |

## Baudenkmäler
- Katholische Pfarrkirche Mariä Himmelfahrt (Kirchenthumbach)
- Schloss Kirchenthumbach
- Schloss Metzenhof (abgegangen)

## Wirtschaft und Infrastruktur

### Wirtschaft
Es gab 2016 nach der amtlichen Statistik im produzierenden Gewerbe 191 und im Bereich Handel und Verkehr keine sozialversicherungspflichtig Beschäftigte am Arbeitsort. In sonstigen Wirtschaftsbereichen waren am Arbeitsort 64 Personen sozialversicherungspflichtig beschäftigt. Sozialversicherungspflichtig Beschäftigte am Wohnort gab es insgesamt 1319. Im verarbeitenden Gewerbe gab es einen, im Bauhauptgewerbe fünf Betriebe. Im Jahr 2010 bestanden 96 landwirtschaftliche Betriebe mit einer landwirtschaftlich genutzten Fläche von insgesamt 3018 Hektar, davon waren 1731 Ackerfläche und 1287 Dauergrünfläche.

### Verkehr
Die Bundesstraße 470 umgeht Kirchenthumbach im Süden. Die Staatsstraße 2120 geht von der B470 im Osten (höhenfreier Anschluss) durch den Ort und führt nach Norden Richtung Heinersreuth. Die Kreisstraße NEW 5 führt vom Truppenübungsplatz Grafenwöhr (Ernstfeld) im Süden nach Norden in den Ort (höhenfreier Anschluss an die B470)
Von 1904 bis 1969 (Personenverkehr 1962) war Kirchenthumbach Endstation der Bahnstrecke Pressath–Kirchenthumbach.

### Bildung
Es gibt folgende Einrichtungen (Stand: 2017):
- einen katholischen Kindergarten mit 151 Kindern und fünfzehn Mitarbeiterinnen in fünf Gruppen[16]
- eine Kinderkrippe mit zwölf Plätzen[17]
- eine Grund- und Mittelschule mit fünfzehn Lehrern und 123 Schülern in sechs Klassen, der Mittelschulbetrieb ruht[18]

## Persönlichkeiten
- Johann Friedrich Eisenhut (1667–1749), Hoflieferant am Wiener Kaiserhof
- Max Frey (1799–1871), hoher bayerischer und griechischer Verwaltungsbeamter, Ritter des Verdienstordens der Bayerischen Krone, Vater des Dichters Martin Greif
- Max von Stadlbaur (1808–1866), römisch-katholischer Theologe
- August Haase (1873–?), Verwaltungsjurist und Bezirksoberamtmann
- Paulinus Fröhlich (1903–1986), römisch-katholischer Geistlicher, Heimatforscher
- Josef Prüschenk (1908–1966), bayerischer Landtagsabgeordneter (CSU)
- Charles Schumann (* 1941), Barkeeper und Gastronom
- Sebastian Thiem (* 1985), Technikhistoriker